# Ixia (plant)
Ixia is een geslacht van bolgewassen uit de lissenfamilie (Iridaceae). De soorten komen voor in de Zuid-Afrikaanse Kaapprovincie.

## Soorten
- Ixia abbreviata Houtt.
- Ixia acaulis Goldblatt & J.C.Manning
- Ixia alata Goldblatt & J.C.Manning
- Ixia alticola Goldblatt & J.C.Manning
- Ixia altissima Goldblatt & J.C.Manning
- Ixia angelae Goldblatt & J.C.Manning
- Ixia atrandra Goldblatt & J.C.Manning
- Ixia aurea J.C.Manning & Goldblatt
- Ixia bellendenii R.C.Foster
- Ixia bifolia Goldblatt & J.C.Manning
- Ixia brevituba G.J.Lewis
- Ixia brunneobractea G.J.Lewis
- Ixia calendulacea Goldblatt & J.C.Manning
- Ixia campanulata Houtt.
- Ixia capillaris L.f.
- Ixia cedarmontana Goldblatt & J.C.Manning
- Ixia cochlearis G.J.Lewis
- Ixia collina Goldblatt & Snijman
- Ixia confusa (G.J.Lewis) Goldblatt & J.C.Manning
- Ixia contorta Goldblatt & J.C.Manning
- Ixia curta Andrews
- Ixia curvata G.J.Lewis
- Ixia dieramoides Goldblatt & J.C.Manning
- Ixia divaricata Goldblatt & J.C.Manning
- Ixia dolichsiphon Goldblatt & J.C.Manning
- Ixia dubia Vent.
- Ixia ecklonii Goldblatt & J.C.Manning
- Ixia erubescens Goldblatt
- Ixia esterhuyseniae M.P.de Vos
- Ixia exiliflora Goldblatt & J.C.Manning
- Ixia flagellaris Goldblatt & J.C.Manning
- Ixia flexuosa L.
- Ixia fucata Ker Gawl.
- Ixia gloriosa G.J.Lewis
- Ixia helmei Goldblatt & J.C.Manning
- Ixia lacerata Goldblatt & J.C.Manning
- Ixia latifolia D.Delaroche
- Ixia leipoldtii G.J.Lewis
- Ixia linderi Goldblatt & J.C.Manning
- Ixia linearifolia Goldblatt & J.C.Manning
- Ixia longistylis (M.P.de Vos) Goldblatt & J.C.Manning
- Ixia longituba N.E.Br.
- Ixia macrocarpa Goldblatt & J.C.Manning
- Ixia maculata L.
- Ixia marginifolia G.J.Lewis
- Ixia metelerkampiae L.Bolus
- Ixia micrandra Baker
- Ixia minor (G.J.Lewis) Goldblatt & J.C.Manning
- Ixia mollis Goldblatt & J.C.Manning
- Ixia monadelpha D.Delaroche
- Ixia monticola Goldblatt & J.C.Manning
- Ixia mostertii M.P.de Vos
- Ixia namaquana L.Bolus
- Ixia nutans Goldblatt & J.C.Manning
- Ixia odorata Ker Gawl.
- Ixia orientalis L.Bolus
- Ixia oxalidiflora Goldblatt & J.C.Manning
- Ixia paniculata D.Delaroche
- Ixia parva Goldblatt & J.C.Manning
- Ixia patens Aiton
- Ixia pauciflora G.J.Lewis
- Ixia paucifolia G.J.Lewis
- Ixia pavonia Goldblatt & J.C.Manning
- Ixia polystachya L.
- Ixia pumilio Goldblatt & Snijman
- Ixia purpureorosea G.J.Lewis
- Ixia ramulosa (G.J.Lewis) Goldblatt & J.C.Manning
- Ixia rapunculoides Redouté
- Ixia reclinata Goldblatt & J.C.Manning
- Ixia recondita Goldblatt & J.C.Manning
- Ixia rigida Goldblatt & J.C.Manning
- Ixia rivulicola Goldblatt & J.C.Manning
- Ixia robusta (G.J.Lewis) Goldblatt & J.C.Manning
- Ixia roseoalba Goldblatt & J.C.Manning
- Ixia rouxii G.J.Lewis
- Ixia sarmentosa Goldblatt & J.C.Manning
- Ixia saundersiana Goldblatt & J.C.Manning
- Ixia scillaris L.
- Ixia seracina Goldblatt & J.C.Manning
- Ixia simulans Goldblatt & J.C.Manning
- Ixia sobolifera Goldblatt & J.C.Manning
- Ixia splendida G.J.Lewis
- Ixia stenophylla Goldblatt & J.C.Manning
- Ixia stohriae L.Bolus
- Ixia stolonifera G.J.Lewis
- Ixia stricta (Eckl. ex Klatt) G.J.Lewis
- Ixia superba J.C.Manning & Goldblatt
- Ixia tenuifolia Vahl
- Ixia tenuis Goldblatt & J.C.Manning
- Ixia teretifolia Goldblatt & J.C.Manning
- Ixia thomasiae Goldblatt
- Ixia trifolia G.J.Lewis
- Ixia trinervata (Baker) G.J.Lewis
- Ixia vanzijliae L.Bolus
- Ixia versicolor G.J.Lewis
- Ixia vinacea G.J.Lewis
- Ixia viridiflora Lam.

... · 
Crocus (Krokus) · 
Dietes · 
Freesia · 
Gladiolus (Gladiool) · 
Gelasine ·
Iris (Lis) · 
Sisyrinchium · 
Moraea · 
Romulea · 
Tigridia · 
Witsenia · 
...